# John Grisham
John Grisham (eredeti nevén: Jonathan Bommes) (Jonesboro, Arkansas, 1955. február 8. –) amerikai regényíró, egykori jogász.

## Életrajza és sikerei
John Grisham 1955-ben született az Arkansas állambeli Jonesboro-ban, apja építkezéseken és gyapotföldeken dolgozott, öt gyermeke közül John volt a második. A család gyakran költözött, végül 1967-ben Mississippi államban, De Soto megyében, egy Southaven nevű kisvárosban telepedtek le. Anyja biztatására John gyermekkorában sokat olvasott, legnagyobb hatással John Steinbeck művei voltak rá, saját bevallása szerint az író letisztult stílusát tartotta legtöbbre. 1977-ben könyvelői diplomát szerzett a Mississippi Állami Egyetemen, majd 1981-ben jogi doktori diplomát a Mississippi Egyetemen. Egyetemi évei alatt rendszeres naplóírásba kezdett, az ezzel felvett rendszeresség jól jött neki későbbi karrierje során. Diplomájával önálló jogászi praxist kezdett Southaven-ben, a büntetőjogi területet hamar megunta, sikeres volt viszont polgári ügyekben. Csaknem egy évtizedig dolgozott jogászként.
1983-ban a Demokrata Párt színeiben beválasztották Mississippi állam képviselőházába, ahol 1990-ig dolgozott képviselőként.
1984-ben a De Soto megyei bíróságon tanúja volt egy 12 éves kislány megrázó vallomásának, aki nemi erőszak áldozata lett. Szabadidejében kezdett dolgozni első regényén, ami részben ezen az ügyön alapult, a képzeletbeli történet szerint az áldozat apja maga vesz elégtételt az erőszaktevőkön. A regényt, ami a Ha ölni kell (A time to Kill) címet kapta, 1987-ben fejezte be, először több kiadó is visszautasította, végül a Vinewood Press szerény 5000 példányos első kiadással indítja el Grisham írói karrierjét 1988 júniusában. A regény befejezésének másnapján Grisham elkezdett dolgozni újabb művén, ami egy tehetséges, fiatal jogászról szól, akit diplomája után elcsábít dolgozni egy látszólag tökéletes, de titokzatos jogi cég. Második könyve, a Cég (The Firm) 1991-ben a legnagyobb példányszámban eladott könyv lett, ettől kezdve évente jelennek meg új könyvei, rendszerint jogi témájú krimik, amik az amerikai Délen játszódnak, és amik rendszerint a dobogós helyek valamelyikén végeznek az éves eladási toplistán.
A Publishers Weekly című szaklap a "90-es évek legsikeresebb írójának" titulálta. Csak abban az évtizedben több mint 60 millió példány fogyott könyveiből. Rajta kívül csak egyetlen másik író van, akinek 2 millió példányban jelent meg első kiadásban egy könyve. 1992-es regénye a Pelikán ügyirat (The Pelican Brief) csak az Egyesült Államokban több mint 11 millió példányban kelt el, ezzel az évtized legkeresettebb könyve és egyben az egyetlen, ami átlépte a 10 milliós példányszámot.
1996-ban egy eset erejéig visszatért a jogi pályához, amikor sikeresen képviselte egy vonatbalesetben meghalt férfi családját.
2001-től, a The painted house c. regénytől kezdve nemcsak jogi témákról ír, hanem általánosságban a vidéki életről az amerikai Délen.
Szenvedélyes baseball rajongó, kedvenc csapata a St. Louis Cardinals és több gyerekcsapat támogatója is. A baptista egyház képviselőjeként missziós tevékenységet is végzett, főleg Brazíliában. Renee nevű feleségével két gyermekük van, Ty és Shea. Mississippiben, Oxford közelében egy farmon és a virginiai Charlottesville-ben egy szintén vidéki birtokon élnek, megosztva idejüket a két hely között.
Állításuk szerint igen távoli rokonok (12. unokatestvérek) Bill Clinton volt amerikai elnökkel.

## Művei
- A Time to Kill (Ha ölni kell), 1989
- The Firm (A cég), 1991
- The Pelican Brief (A Pelikán ügyirat), 1992
- The Client (Az ügyfél), 1993
- The Chamber (Siralomház), 1994
- The Rainmaker (A csodatévő), 1995
- The Runaway Jury (Az ítélet eladó), 1996
- The Partner (A halott üzlettárs), 1997
- The Street Lawyer (Az utca ügyvédje), 1998
- The Testament (A végrendelet), 1999
- The Brethren (Holló a hollónak), 2000
- A Painted House (A festett ház), 2001
- Skipping Christmas (Elmaradt karácsony), 2001
- The Summons (Végzetes hagyaték), 2002
- The King of Torts (Keserű pirula), 2003
- Bleachers (Lelátók), 2003
- The Last Juror (Az utolsó esküdt), 2004
- The Broker (A manipulátor), 2005
- The Innocent Man (Az ártatlan ember), 2006
- Playing for Pizza (Egy amerikai Parmában), 2007
- The Appeal (A fellebbezés), 2008
- The Associate (Csapdában), 2009
- Ford County (Ford megyei történetek), 2009
- Theodore Boone: Kid Lawyer (Theodore Boone: a kölyökügyvéd), 2010
- The Confession (Vallomás), 2011
- Theodore Boone: The Abduction (Theodore Boone 2.: A gyermekrablás), 2011
- The Litigators (Prókátorok), 2011
- Calico Joe (Calico Joe), 2012
- Theodore Boone: The Accused (Theodore Boone 3.: A vádlott), 2012
- The Racketeer (A csaló), 2012
- Theodore Boone: The Activist, 2013
- Sycamore Row (Platánsor), 2013
- Gray Mountain (Szürkehegy), 2014
- Theodore Boone: The Fugitive, 2015
- Rogue Lawyer (A magányos farkas), 2015
- The Tumor, 2015 – novella [e-könyv]
- Partners, 2016 – novella [e-könyv]
- Theodore Boone: The Scandal, 2016
- Witness to a Trial, 2016 – novella [e-könyv]
- The Whistler (A súgó), 2016
- Camino Island (Camino sziget), 2017
- The Rooster Bar (A Kakas bár), 2017
- The Reckoning (Leszámolás), 2018
- The Guardians (Őrangyalok), 2019
- Theodore Boone: The Accomplice, 2019
- Camino Winds (Vihar a Camino szigeten), 2020
- A Time for Mercy (Ha itt a kegyelem ideje), 2020
- Sooley, 2021
- The Judge's List (A bíró listája), 2021
- The Boys from Biloxi, 2022
- Sparring Partners, 2022

## Magyarul
- A cég; ford. Wertheimer Gábor; Fabula, Budapest, 1992
- Az ügyfél; ford. Wertheimer Gábor; Fabula, Budapest, 1994
- A Pelikán ügyirat; ford. Wertheimer Gábor; Fabula, Budapest, 1994
- Siralomház; ford. Wertheimer Gábor; Fabula, Budapest, 1995
- Ha ölni kell; ford. Földes Gábor; Fabula, Budapest, 1995
- A csodatévő; ford. Wertheimer Gábor; Magyar Könyvklub, Budapest, 1996
  - (Az esőcsináló címen is)
- Az ítélet eladó; ford. Szántó Judit; Magyar Könyvklub, Budapest, 1997
- Az ügyfél; ford. Felde Anikó; Reader's Digest, Budapest, 1997 (Reader's Digest válogatott könyvek)
- A halott üzlettárs; ford. Wertheimer Gábor; Magyar Könyvklub, Budapest, 1998
  - (A partner címen is)
- Az esőcsináló; ford. Wertheimer Gábor; Arabeszk, Budapest, 1998
  - (A csodatévő címen is)
- Manipulált esküdtek; ford. Kirschner Dávid; Reader's Digest, Budapest, 1998 (Reader's Digest válogatott könyvek)
- Szegények ügyvédje; ford. Kirschner Dávid et al.; Reader's Digest, Budapest, 1999 (Reader's Digest válogatott könyvek)
- Az utca ügyvédje; ford. Etédi Péter; Magyar Könyvklub, Budapest, 1999
- A partner / Ragadozó madarak / Lélekharang / Blaze; ford. Pardi András; Reader's Digest, Budapest, 1999 (Reader's Digest válogatott könyvek)
  - (A halott üzlettárs címen is – A partner)
- A végrendelet; ford. Felde Anikó; Reader's Digest, Budapest, 2000
- A végrendelet; ford. Ladányi Katalin; Magyar Könyvklub, Budapest, 2000
- Holló a hollónak; ford. Dobrás Zsófia; Magyar Könyvklub, Budapest, 2002
- A festett ház; ford. Gellért Marcell; Magyar Könyvklub, Budapest, 2003
- Keserű pirula; ford. Komáromy Rudolf; Geopen, Budapest, 2004
  - (A kárrendezés királya címen is)
- A kárrendezés királya; ford. Komáromy Rudolf; Reader's Digest, Budapest, 2004 (Reader's Digest válogatott könyvek)
  - (Keserű pirula címen is)
- Elmaradt karácsony; ford. Lakatos [Szilárd] Gabriella; Geopen, Budapest, 2004
- Az utolsó esküdt; ford. Komáromy Rudolf; Geopen, Budapest, 2004
- Végzetes hagyaték; ford. Gellért Marcell; Magyar Könyvklub, Budapest, 2004
- A manipulátor; ford. Komáromy Rudolf; Geopen, Budapest, 2005
- Az ártatlan ember. Gyilkosság és törvénytelenség egy kisvárosban; ford. Wertheimer Gábor; Geopen, Budapest, 2006
- Egy amerikai Pármában; ford. Wertheimer Gábor; Geopen, Budapest, 2008
- A fellebbezés; ford. Wertheimer Gábor; Geopen, Budapest, 2008
- Csapdában; ford. Wertheimer Gábor; Geopen, Budapest, 2009
- Theodore Boone, a kölyökügyvéd; ford. Wertheimer Gábor; Geopen, Budapest, 2010
- Ford megyei történetek. Elbeszélések; ford. Wertheimer Gábor; Geopen, Budapest, 2010
- Csapdában; ford. Komáromy Rudolf; Reader's Digest, Budapest, 2010 (Reader's Digest válogatott könyvek)
- Theodore Boone. A gyermekrablás; ford. Wertheimer Gábor; Geopen, Budapest, 2011
- Vallomás; ford. Wertheimer Gábor; Geopen, Budapest, 2011
- Calico Joe; ford. Pordán Ferenc; Geopen, Budapest, 2012
- Theodore Boone. A vádlott; ford. Wertheimer Gábor; Geopen, Budapest, 2012
- Prókátorok; ford. Wertheimer Gábor; Geopen, Budapest, 2012
- A csaló; ford. Wertheimer Gábor; Geopen, Budapest, 2013
- Platánsor; ford. Komáromy Rudolf; Tarsago, Budapest, 2014 (Reader's Digest válogatott könyvek)
- Platánsor; ford. Wertheimer Gábor; Geopen, Budapest, 2014
- Szürkehegy; ford. Wertheimer Gábor; Geopen, Budapest, 2015
- A magányos farkas; ford. Wertheimer Gábor; Geopen, Budapest, 2016
- Camino-sziget; ford. Wertheimer Gábor; Geopen, Budapest, 2017
- A súgó; ford. Wertheimer Gábor; Geopen, Budapest, 2017
- A Kakas bár; ford. Wertheimer Gábor; Geopen, Budapest, 2018
- Leszámolás; ford. Wertheimer Gábor; Geopen, Budapest, 2019
- Őrangyalok; ford. Wertheimer Gábor; Geopen, Budapest, 2020
- Vihar a Camino-szigeten; ford. Wertheimer Gábor; Geopen, Budapest, 2021
- A bíró listája; ford. Etédi Péter; Geopen, Budapest, 2022
- Ha itt a kegyelem ideje; ford. Wertheimer Gábor; Geopen, Budapest, 2022
- Sooley. Egy legenda születése; ford. Pordán Ferenc; Geopen, Budapest, 2023
- A biloxi fiúk; ford. Etédi Péter; Geopen, Budapest, 2023
- Theodore Boone. A botrány; ford. Wertheimer Gábor; Geopen, Budapest, 2024
- Egy kanál vízben. Három kisregény / Hazatérés / Eperhold / Egy kanál vízben; ford. Wertheimer Gábor; Geopen, Budapest, 2024
- Theodore Boone. Az aktivista; ford. Wertheimer Gábor; Geopen, Budapest, 2024
- Theodore Boone. A szökevény; ford. Wertheimer Gábor; Geopen, Budapest, 2024
- A váltságdíj. 15 évvel A cég után; ford. Wertheimer Gábor; Geopen, Budapest, 2024